# Ў̌
Cette page contient des caractères spéciaux ou non latins. S’ils s’affichent mal (▯, ?, etc.), consultez la page d’aide Unicode.
Ў̌ (minuscule : ў̌), appelé ou brève caron, est une lettre additionnelle de l’alphabet cyrillique utilisée en doungane par certains auteurs ou dans la transcription du chinois. Elle est composée du ou ‹ У › diacrité d’un brève et d’un caron.

## Utilisations
En doungane, certains auteurs utilisent les accents sur les voyelles pour indiquer les tons, dont l’ou brève caron cyrillique ‹ ў̌ ›,.

## Représentation informatique
L’ou brève caron peut être représenté avec les caractères Unicode suivants (cyrillique, diacritiques) :
| formes    | représentations | chaînes de caractères | points de code       | descriptions                                                       |
| --------- | --------------- | --------------------- | -------------------- | ------------------------------------------------------------------ |
| capitale  | Ў̌               | У◌̆◌̌                   | U+0423 U+0306 U+030C | lettre majuscule cyrillique ou diacritique brève diacritique caron |
| minuscule | ў̌               | у◌̆◌̌                   | U+0443 U+0306 U+030C | lettre minuscule cyrillique ou diacritique brève diacritique caron |